# Đại phấn chí
Đại phấn chí (zh. 大憤志, ja. dai-funshi, chữ 憤 đọc âm "phấn", không đọc "phẫn"), là sự bực tức lớn, lòng muốn hiểu mà chưa hiểu được. Đại phấn chí là một trong ba điều kiện cần thiết để Giác ngộ theo Thiền tông Nhật Bản. Hai diều kiện khác là Đại nghi đoàn (ja. dai-gidan) và Đại tín căn (ja. dai-shinkon).
Đại phấn chí là ý chí dũng cảm bất khuất, đầy năng lực để tìm được câu giải đáp cho Đại nghi đoàn. Bạch Vân An Cốc (ja. hakuun yasutani) – một Thiền sư hiện đại người Nhật – viết như sau về Đại phấn chí:
"Tất cả chúng ta đều có niềm tin lớn nơi Phật pháp rằng, tất cả mọi chúng sinh đều có Phật tính. Vì thế mà chúng ta quyết định tìm được chân lý này để trực nhận được nó."